# Diego Carpitella
Diego Carpitella est un anthropologue, ethnomusicologue et réalisateur italien, né le 12 juin 1924 à Reggio de Calabre et mort le 7 août 1990 à Rome.

## Biographie
Ayant eu une vie mouvementée et riche en activités, Carpitella s'est installé à Rome et a collaboré avec le Centre national d'étude de la musique populaire, regroupant plus de 5000 chants populaires italiens entre 1952 et 1958, en particulier avec Ernesto de Martino. 
En 1953 et 1954, il a collaboré avec l'ethnomusicologue américain Alan Lomax dans une campagne d'enregistrements du Haut-Adige jusqu'en Sardaigne. 
Entre 1958 et 1968, il a collaboré avec la Rai sur le thème de la musique folk, avec des gens aussi importants qu'Emilio Garroni, Luigi Silori, Umberto Eco ou Beniamino Placido.
De 1972 à 1976, il a enseigné l'histoire de la musique au Conservatoire Sainte-Cécile, à Rome. De 1953 à 1973, il a été titulaire de l'enseignement d'histoire de la danse à l'Académie nationale de danse de Rome. De 1968 à 1970, il a enseigné à l'université de Chieti. De 1970 à 1976, il a été professeur d'histoire des traditions populaires à l'Université La Sapienza de Rome, et de 1976 à 1990, titulaire de la chaire d'ethnomusicologie de la même université (la première en Italie).
Il a été parmi les fondateurs de l'ethnomusicologie scientifique en Italie. Il a fondé la revue Culture musicale et a écrit des essais, comme la monographie La musique dans les rituels sardes de l'Argia (1967), fruit de sa collaboration avec Ernesto de Martino, Clara Gallini, Pietro Sassu, Giulio Angioni et d'autres membres de l'école d'anthropologie de Cagliari, ainsi que Musique et tradition orale (1973), et le documentaire Cinesica in Barbagia (1974). 
À partir de 1989, il a été nommé conservateur du Centre national d'étude de la musique populaire et des archives d'ethnomusicologie de l'Académie nationale de Santa Cecilia. Dans les années soixante-dix, il s'est occupé du programme de la RAI intitulé Folk DOC.

## Filmographie
- Meloterapia del tarantismo, premier document d'ethnomusicologie italienne, 100 mètres de pellicule 16 mm, 1960.
- Sardegna: is launeddas, film sur Dionigi Burranca, RAI, 1981.
- Calabria: Zampogna e chitarra battente, RAI, 1982.
- Emilia: Brass Band della Padana, RAI, 1983.

Les 3 derniers films font partie des Recherches sur la musique populaire italienne, produites par la RAI. Carpitella était réalisateur et coordinateur scientifique.

## Publications
- Rencontres d'ethnomusicologie, Séminaires et conférences en souvenir de Diego Carpitella, Académie nationale de Santa Cecilia, Rome, 2007.
- Musique traditionnelle italienne, les enregistrements de Diego Carpitella et Ernesto de Martino (1959, 1960), par Maurizio Agamennone, Rome, mars 2005.
- L'activité ethnomusicologique de Diego Carpitella, par F. Giannattasio, Lares (revue), 1991.
- Carpitella et le documentaire, par L. D'Amico, Filmer la musique, 2016.